# Bảo quốc An dân Đại tướng quân
Bảo quốc An dân Đại tướng quân là bộ 3 khẩu thần công thời nhà Nguyễn được đúc năm Minh Mạng thứ hai (1821). Tháng 8 năm 2003, bộ súng này được phát hiện bởi các ngư dân xã Cẩm Linh, huyện Cẩm Xuyên, và xã Thạch Kim, huyện Thạch Hà trong một con tàu cổ bị đắm ở vùng biển Hà Tĩnh. Sau đó, bộ súng này được trục vớt và hiện được bảo quản tại Bảo tàng Hà Tĩnh.
Năm 2013, bộ súng Bảo quốc An dân Đại tướng quân được công nhận là Bảo vật quốc gia của Việt Nam.

## Lịch sử
Sách Quốc triều chính biên toát yếu, quyển ba, viết: "Năm Tân Tị thứ 2 (1821)... Lính Thị trung đào được mười nghìn cân đồng, dâng lên Ngài [tức vua Minh Mạng] khiến đem đúc ba cái súng lớn, đều đặt tên là Bảo quốc An dân Đại tướng quân. Ngài ngự chế bài văn khắc vào súng". Như vậy, nội dung ba bài minh văn trên súng là đều do vua Minh Mạng ngự chế.

## Miêu tả
Cả ba khẩu thần công đều có màu nâu xám, hình trụ tròn, thon nhỏ dần về phía họng súng. Hình dáng, kích thước, và khối lượng của ba khẩu này đều tương đương nhau. Súng có cấu tạo 3 phần: chuôi, bầu nòng, và nòng. Chuôi có chóp hình cầu đúc liền với khối hình nón. Bầu nòng và nòng đúc 8 đai nổi. Giữa bầu nòng và nòng đúc hai tai hình trụ tròn để đặt súng vào bệ súng, phía trên hai tai này gắn hai quai súng hình rồng cách điệu.
Đáy nòng là nơi đặt đạn tỳ vào tấm chèn có độ hở nòng. Tiếp đó là khoang để chứa thuốc súng, có lỗ thông hơi ra bên ngoài. Súng có hai vòng đai tăng cường, xung quanh có các hoa văn trang trí. Ở họng súng, mép miệng có các đường gân nổi. Giữa súng có trục súng và đáy vành, có tác dụng cố định súng trên giá đỡ, bên trên có quai súng, được tạo hình đầu rồng. Sau cùng là khóa nòng, cổ, và núm súng. Phần khóa nòng được tạo đường gờ hình tròn đồng tâm.
Bề mặt phía sau của cả ba súng đều ghi nội dung (bằng chữ Hán): "Minh Mạng nhị niên tuế thứ Tân Tị cát nguyệt nhật chú", tức là cả ba súng đều được đúc vào ngày lành tháng tốt năm Tân Tị, niên hiệu vua Minh Mạng năm thứ 2 (1821). Phía dưới thân cả ba khẩu đều có dòng chữ Hán ghi tên người đúc: "Vụ Khố thần Trần Đăng Long phụng chú", nghĩa là "Trần Đăng Long ở Vụ Khố vâng lệnh đúc".
Do bị ngâm nước biển lâu năm nên bề mặt thân của cả ba cỗ súng này đã bị rỗ nhiều chỗ.

### Tên gọi
Cả ba khẩu thần công này được một hiệp thợ đúc cùng một năm, mang cùng một tên là "Bảo quốc an dân Đại tướng quân". Trên mỗi khẩu có ghi tên và thứ tự trong bộ súng này. Khẩu thần công thứ nhất được ghi tên là "Bảo quốc An dân Đại tướng quân tam vị chi nhất", nghĩa là "Vị thứ nhất trong ba vị Bảo quốc an dân Đại tướng quân". Tương tự, các khẩu thần công thứ hai và thứ ba có tên là "chi nhị" và "chi tam".

### Vị trí
Bộ ba Bảo quốc An dân Đại tướng quân được các ngư dân phát hiện trong một con tàu cổ bị đắm ở độ sâu 28 m tại vùng biển Hà Tĩnh, gần đảo Mắt, cách Cửa Nhượng hơn 50 km về phía đông bắc, cách Cửa Hội 35 km về phía đông. Hiện nay, bộ ba súng thần công này được lưu giữ tại Bảo tàng Hà Tĩnh.

### Kích thước
Mỗi cỗ súng có chiều dài 243 cm, đường kính trong lòng súng ở đầu nòng là 12 cm, đường kính ngoài ở đầu nòng 23 cm, và đường kính đáy 45 cm.

### Khối lượng
Trên thân của mỗi cỗ súng có khắc khối lượng là trọng nhị thiên linh bát thập cân, tức 2.080 cân theo Hệ đo lường cổ của Việt Nam, tương đương 1.257,36 kg.

### Hoa văn
Viền theo 9 diềm hoa văn đúc nổi các đề tài hoa cúc dây cách điệu, lá đề, móc tròn đồng tâm, chấm tròn. Tất cả các băng hoa văn này đều phủ bạc. Mặt lưng của bầu nòng đúc nổi hình vương miện và một khung chữ nhật có diềm là các cặp rồng đối xứng. Bên trong khắc bài minh văn.
Minh văn được khắc chìm và cẩn bạc ở phần chuôi, trên ô chữ nhật bầu nòng, hai tai và dưới bụng súng. Minh văn trên chuôi cả ba khẩu súng phiên âm: Minh Mạng nhị niên tuế thứ Tân Tị cát nguyệt nhật chú, mệnh danh Bảo quốc An dân Đại tướng quân tam vị chi nhất (chi nhị, chi tam). Dịch nghĩa: Ngày tháng lành năm Tân Tị là năm thứ hai niên hiệu Minh Mạng đúc súng. Mệnh danh là Bảo quốc An dân Đại tướng quân ba vị, vị thứ nhất, (vị thứ hai, vị thứ ba).
Đây là ba khẩu thần công có đồ án trang trí hoa văn dày đặc, với các đề tài truyền thống như cúc dây, rồng chầu mặt trăng, đầu rồng, mây, chấm tròn, đường tròn đồng tâm... Trong đó, đề tài cúc dây được trang trí nhiều nhất, tập trung ở trên bề mặt súng (từ đầu súng, thân súng đến đuôi súng). Các hoa cúc dây được lồng vào nhau đối xứng và bao quanh súng. Rồng chầu mặt trăng bao quanh bài minh văn. Rồng ở đây có bốn móng sắc nhọn, đuôi xoắn cong, mang phong cách nghệ thuật thời Nguyễn. Phía trên bài minh văn trang trí hình lá đề. Trên hình lá đề có trang trí cúc dây và chấm tròn.

### Minh văn
Khi được trục vớt dưới biển lên, hoa văn và chữ Hán trên ba khẩu thần công này đều được nạm bạc cầu kỳ và tinh tế. Nhưng sau đó, phần nạm bạc ở khẩu thứ nhất và khẩu thứ ba đã bị người dân bóc hết, phần nạm bạc ở khẩu thứ hai chỉ còn lại một số hoa văn (ở phần đầu, thân, và phần chữ Hán).
Khẩu thứ nhất: Minh văn khắc trong ô chữ nhật trên lưng bầu nòng có nội dung chúc mừng vua Minh Mạng lên ngôi trị vì đất nước, sau đó là xua tan đi những điều không tốt lành, phiên âm như sau:
Minh Mạng nguyên niên
Đắc đồng vạn cân
Sắc chú quốc phúc
Dĩ thị hậu văn
Phúc chính thiền thụy
Uy tảo khâm phần
Truyền ngã tử tôn
Thần vũ nhân uyên
Tạm dịch nghĩa:
Minh Mạng năm đầu tiên
Gom đồng được vạn cân
Sai đúc khẩu thần công
Để đời sau biết rằng
Chúc mừng vua lên ngôi
Xua tan những điều xấu
Truyền lại cho con cháu
Để đất trời bình yên
Khẩu thứ hai: Minh văn khắc trong ô chữ nhật của lưng bầu nòng bị mờ mất chữ, hiện chưa rõ hết nội dung.
Khẩu thứ ba: Minh văn khắc trong ô chữ nhật trên lưng bầu nòng có một chữ gần như không đọc được, phiên âm như sau:
Minh Mạng nguyên niên
Đắc đồng vạn cân
Sắc chú quốc phúc
Dĩ hậu vân
Uy dĩ ngự vụ
Phúc dĩ chính (mất chữ)
Văn võ tịnh dụng
Thọ khảo vô cương
Tạm dịch nghĩa:
Minh Mạng năm đầu tiên
Gom đồng được vạn cân
Sai đúc khẩu thần công
Để đời sau biết rằng
Ngăn ngừa sự khinh lờn
Lấy chính nghĩa thắng tà
Văn võ đều dụng được
Chúc mừng vua muôn năm